# Ariel Donoghue
Ariel Donoghue (Australia 10 de marzo de 2010) es una actriz australiana, conocida por su trabajo en Blueback, Wolf Like Me y La Trampa.

## Carrera
Donoghue nació y creció en Australia . Hizo su debut cinematográfico en la película Blueback de 2022. El siguiente papel importante de Donoghue llegó en la película La Trampa de 2024, donde tuvo el papel protagonista de Riley Abbott. El 23 de junio de 2024, Donoghue fue nominada a un Silver Logie como Mejor Actriz de Reparto por su papel en Wolf Like Me.

## Filmografía

### Televisión
| Año       | Título       | Papel | Notas        |
| --------- | ------------ | ----- | ------------ |
| 2017      | High Life    | Mili  | 1 episodio   |
| 2022-2023 | High Life    | Mili  | 1 episodio   |
| 2023      | Wolf Like Me | Emma  | 13 episodios |

### Cine
| Año  | Título          | Papel          | Notas        |
| ---- | --------------- | -------------- | ------------ |
| 2014 | El comediante   | Casey          | Cortometraje |
| 2019 | Crossing Paths  | Kelsie         | Cortometraje |
| 2020 | New Computer    | Ancla femenina | Cortometraje |
| 2021 | Tough           | Emma           | Cortometraje |
| 2022 | By Lucas Wilson | Harriet        | Cortometraje |
| 2022 | Blueback        | La joven Abby  |              |
| 2024 | La Trampa       | Riley Abbott   |              |